# Adriana (Schiff)
Die Adriana war ein Kreuzfahrtschiff der Reederei Tropicana Cruises und wurde 1972 für Hellenic Mediterranean Lines (HML) als Aquarius in Perama von Athen in Griechenland gebaut. Sie fuhr bis 2019.

## Geschichte
Das Schiff wurde bei United Shipping Yard in Griechenland gebaut und lief am 15. September 1971 vom Stapel. Im Juni 1972 wurde es an die Hellenic Mediterranean Lines abgeliefert. Es kam unter griechischer Flagge mit Heimathafen Piräus in Fahrt und wurde im Mittelmeer eingesetzt.
1987 wurde das Schiff an Jadranska Linijska Plovidba verkauft und in Adriana umbenannt. Neuer Heimathafen wurde Rijeka in Jugoslawien. Anschließend wurde das Schiff im selben Jahr bei Brodogradiliste D.D. Rijeka umgebaut.
In den 1990er Jahren wurde das Schiff an Jadrolinija Cruises verkauft, neuer Heimathafen wurde Kingstown in St. Vincent. Im Juni 1992 übernahm Rijeka Cruises/Jadrolinija das Schiff, Heimathafen wurde Rijeka, Kroatien.
Im November 1997 übernahm Marina Cruises das Schiff, Heimathafen wurde erneut Kingstown in St. Vincent.
2008 kaufte Tapas Inc das Schiff und benannte es in Adriana III um. Heimathafen wurde Port Vila, Vanuatu.
2010 wurde das Schiff in Adriana umbenannt. Ab September 2010 fuhr die Adriana unter der Flagge von St. Kitts und Nevis. Neben der Strecke Havanna-Isla de la Juventud-Trinidad (Kuba)-Santiago de Cuba-Holguín-Jamaika wurde das Schiff im Jahr 2012 von Havanna auf Kuba aus auf der Strecke Kuba-Mexiko eingesetzt. 2013 wurde das Schiff von der B&BS auf dem Schwarzen Meer, Mittelmeer und auf der Ostsee eingesetzt. 2014 lief die Adriana von Sotschi aus Noworossijsk, Sewastopol, Istanbul und Jalta an und kehrte nach Sotschi zurück, ohne das ukrainische Odessa anzulaufen. Das kleine Kreuzfahrtschiff lag seitdem in Port of Spain und fuhr in der Karibik. Am 19. Juli 2019 wurde das Schiff zum Abbruch in Aliağa verkauft, wo es am 31. Juli 2019 gestrandet wurde.

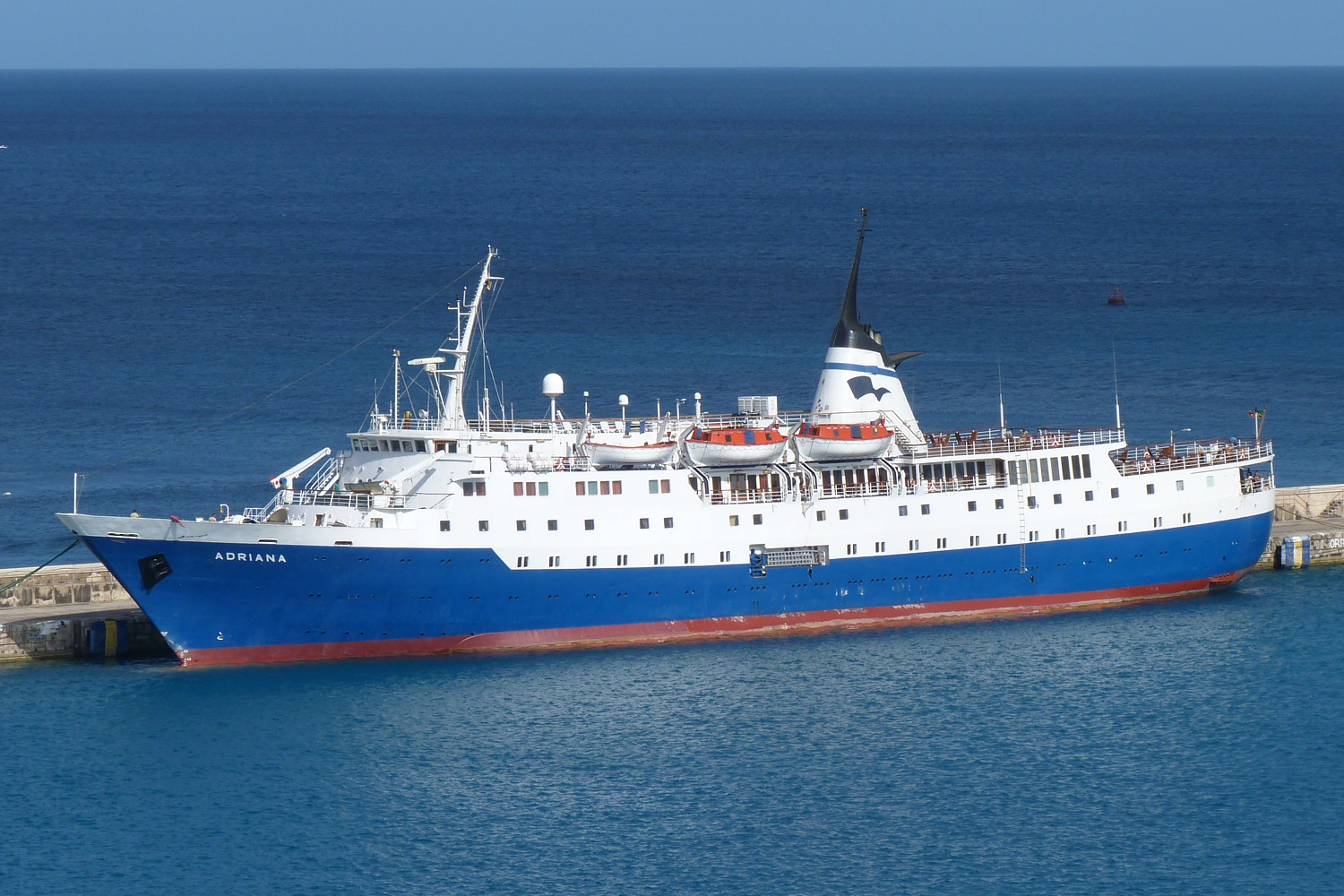
Die Adriana in der Lackierung von 2017 im Hafen von Bridgetown (Barbados)